# Nguồn nhân lực bác sĩ
Nguồn nhân lực bác sĩ đề cập đến số lượng bác sĩ được đào tạo và làm việc trong hệ thống y tế hay hoạt động trong thị trường chăm sóc sức khỏe. Nguồn nhân lực này chủ yếu phụ thuộc vào số lượng sinh viên tốt nghiệp tại các trường y ở một quốc gia hoặc vùng lãnh thổ, và cũng còn phụ thuộc vào số bác sĩ tiếp tục hành nghề y như một con đường sự nghiệp và vẫn ở lại đất nước đóng góp cho quê hương. Trong một số bối cảnh nhất định, nhu cầu cần đến bác sĩ tùy thuộc vào nhiều yếu tố khác nhau, bao gồm cả nhân khẩu học và dịch tễ học của người dân địa phương, số người hành nghề chăm sóc sức khỏe làm việc trong hệ thống y tế, cũng như các chính sách và mục tiêu sức khỏe. Nếu nhiều bác sĩ được đào tạo hơn mức cần thiết, thì cung vượt quá cầu; nhưng nếu quá ít bác sĩ được đào tạo và được giữ chân lại, thì một số người dân có thể sẽ gặp khó khăn trong tiếp cận các dịch vụ chăm sóc sức khỏe. Thiếu bác sĩ là tình trạng không đủ nguồn nhân lực bác sĩ để điều trị cho tất cả bệnh nhân cần được chăm sóc y tế.
Tổ chức Y tế Thế giới (WHO) ước tính thế giới đang thiếu 4,3 triệu bác sĩ, y tá và các nhân viên y tế khác, đặc biệt tại nhiều nước đang phát triển. Các quốc gia đang phát triển thường xảy ra tình trạng thiếu bác sĩ do hạn chế về số lượng và chất lượng của các trường y và do di cư quốc tế: bác sĩ thường có thể kiếm được nhiều tiền hơn và có điều kiện làm việc tốt hơn tại các quốc gia khác. Nhiều quốc gia phát triển cũng báo cáo tình trạng thiếu bác sĩ, và thường xảy ra ở nông thôn và các khu vực khác. Sự thiếu bác sĩ cũng đang được tranh luận tại Mỹ, Canada, Anh, Úc, New Zealand và Đức.
Một số nguyên nhân cho sự thiếu hụt nguồn nhân lực bác sĩ hiện tại và dự tính trong tương lai đã được đưa ra; tuy nhiên, không phải ai cũng đồng ý rằng thiếu hụt bác sĩ là có thật, ít nhất là không ở Hoa Kỳ. Ví dụ, trên kênh blog tin tức y tế KevinMD đã lập luận rằng sự thiếu hiệu quả trong hệ thống chăm sóc sức khỏe thường do bởi các sáng kiến của chính phủ, đã làm giảm số lượng bệnh nhân được bác sĩ thăm khám; bằng cách buộc các bác sĩ dành nhiều thời giờ của mình vào việc nhập dữ liệu và hoạt động sức khỏe cộng đồng, những sáng kiến này đã làm giảm thời lượng bác sĩ trực tiếp chăm sóc cho bệnh nhân.